# Boulevard Tverskoï
Boulevard de Tver

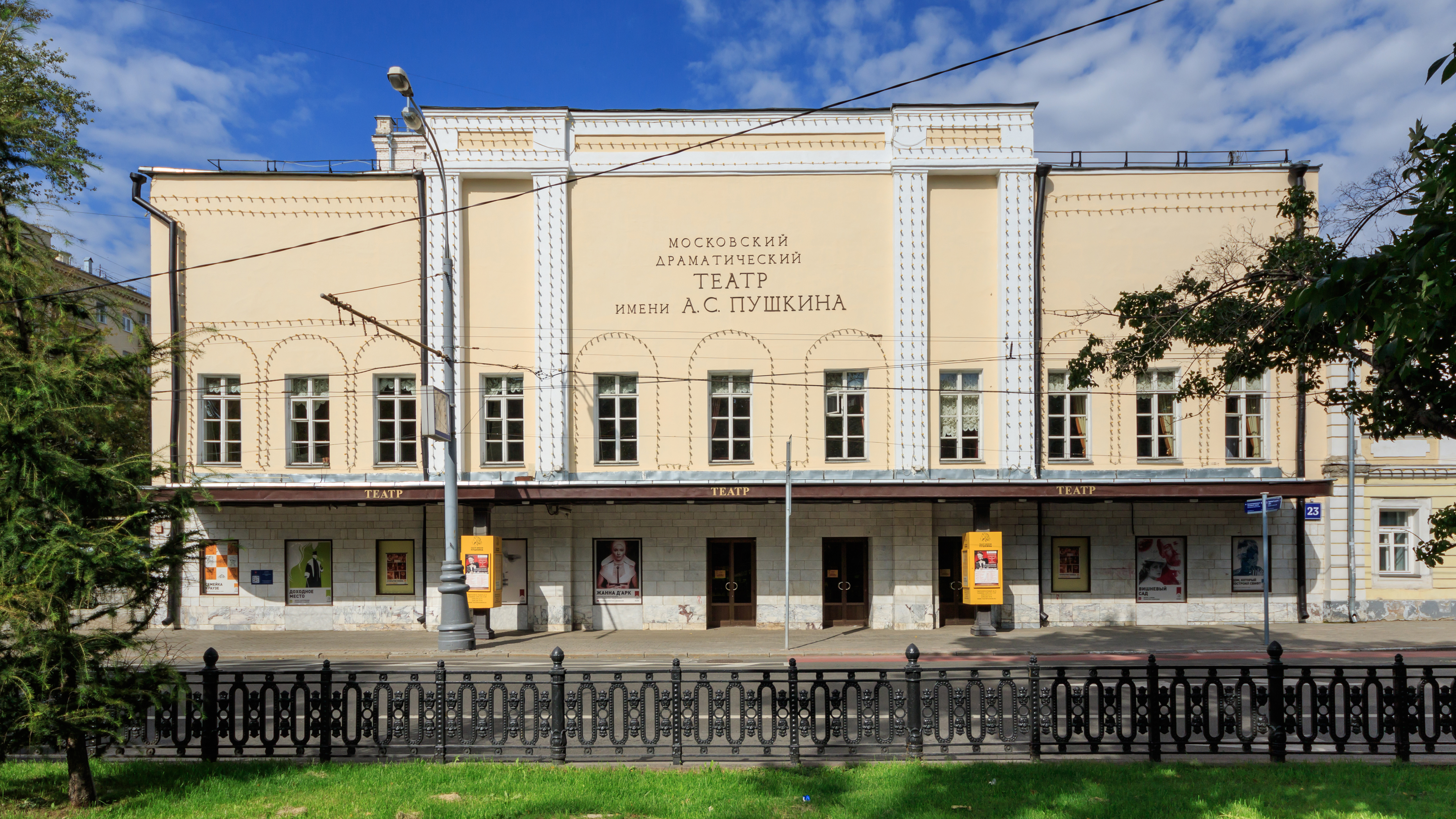
Le théâtre Pouchkine

Le boulevard Tverskoï ou boulevard de Tver (russe : Тверской бульвар) est une voie à Moscou, en Russie.

## Situation et accès
Ce boulevard de 875 mètres situé dans le centre historique fais partie de l'Anneau des boulevards. Il commence place de la porte Nikitsky et se termine place Pouchkine. 
La double station de métro Tverskaïa et Pouchkinskaïa se trouve à la fin du boulevard.

## Historique
Il fut tracé en 1796 par l'architecte Karine, lorsque les remparts de la Ville Blanche (Bely Gorod) furent détruits. Simplement nommé le boulevard, il prend son nom de la rue Tverskaïa (de Tver) qui se trouve à son extrémité. On y planta au début des bouleaux qui ne survécurent pas et ensuite des tilleuls. Ce fut une promenade à la mode pour la noblesse moscovite qui s'y fit construire des hôtels particuliers de style empire ou classique.

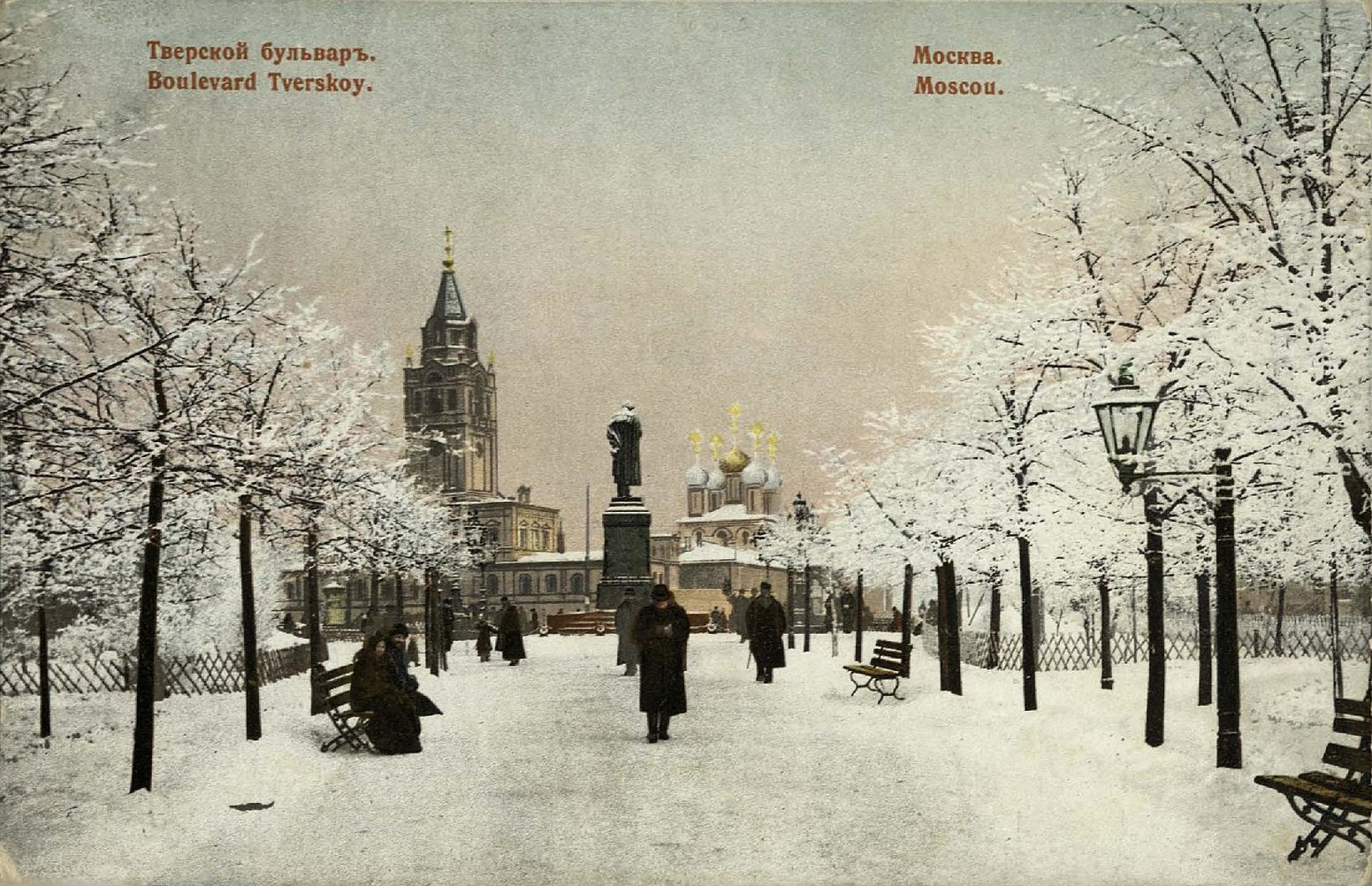
Le boulevard Tverskoï au début du XXe siècle.

Le boulevard souffrit de l'incendie de 1812 et les soldats de l'Armée napoléonienne abattirent ses arbres. Il fut aménagé de fontaines et de jardins par la suite. 
On édifia en 1880 une statue de Pouchkine qui se trouve maintenant sur la place du même nom. Une ligne de tramway hippomobile fut installée en 1887 et électrifiée en 1911.
Le boulevard vit de nouveaux bâtiments se construire dans la seconde partie du XIXe siècle en style éclectique ou Art nouveau (dit Moderne en Russie). Des combats eurent lieu pendant la Révolution d'Octobre entre jeunes junkers et bolchéviques  ce qui provoqua l'incendie d'une maison, à la place de laquelle fut érigée une sculpture de Timiriazev, botaniste et physiologiste, en 1923. Au début du siècle jusque dans les années 1930, on y trouvait des bouquinistes et des échoppes de livres. 
Le tramway fut remplacé en 1949 par des lignes de trolleybus qui continuent aujourd'hui de fonctionner et l'année d'après la statue de Pouchkine fut déplacée en face sur la place.
Une jolie statue du poète Essénine fut placée sur un côté du boulevard en 1995.

## Bâtiments remarquables et lieux de mémoire

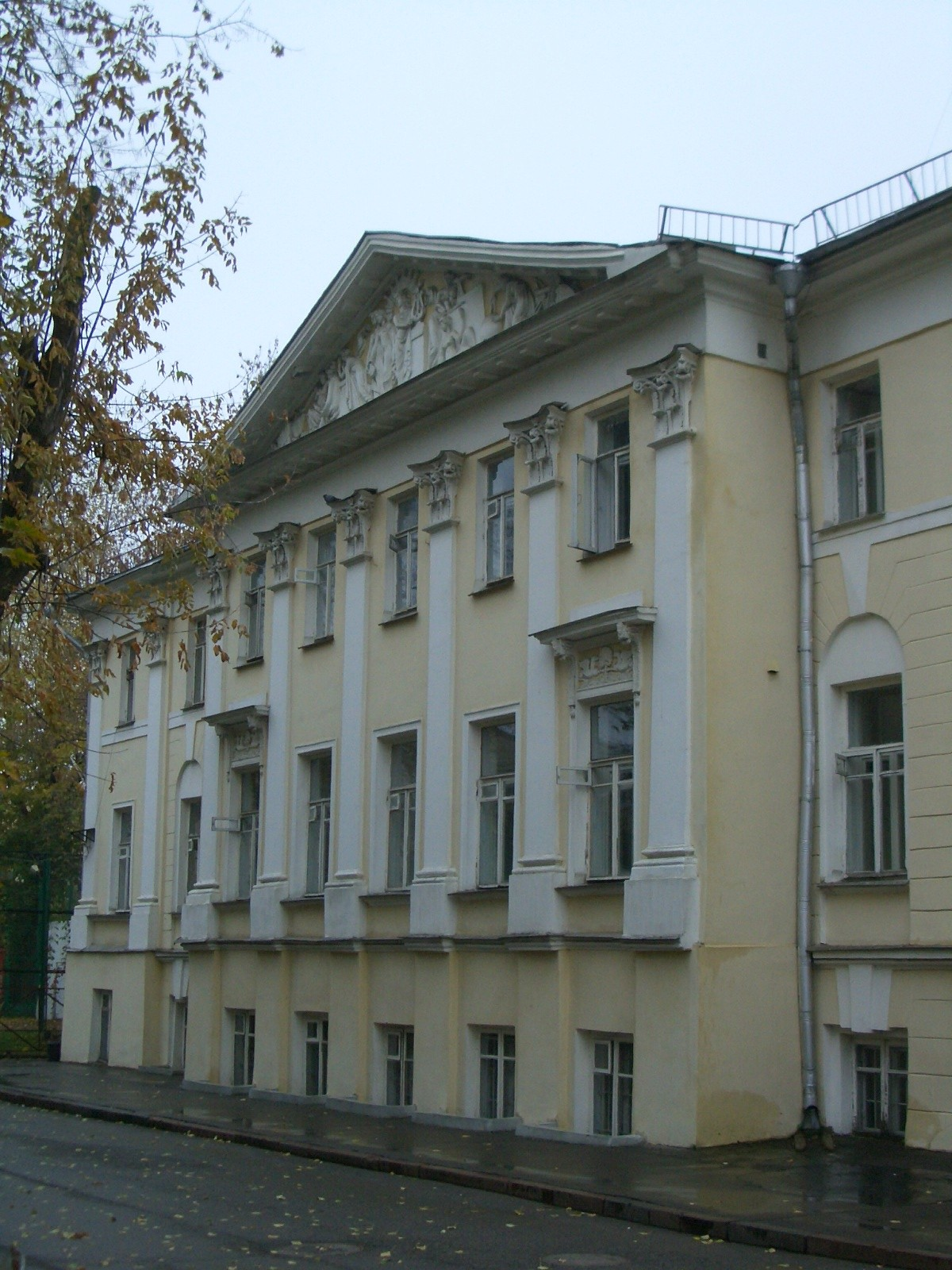
La Maison Herzen

On peut remarquer le long du boulevard au N° 2 le siège social de l'agences de presse ITAR-TASS. 
Au N° 22 se trouve le Théâtre académique d’art Maxime Gorki de Moscou.
Au N° 23 se trouve le théâtre Pouchkine construit en 1931 par Constantin Melnikov. 
Au N° 25, on distingue la façade néoclassique de l'Institut de littérature Maxime-Gorki, ou Maison Herzen construite en 1812, dans laquelle naquit le célèbre écrivain et qui appartenait à son oncle Yakovlev, sénateur. Dans les décennies 1840-1850, cette maison appartint à un diplomate, Sverbeïev, qui y tenait un salon littéraire le vendredi. Tchaadaïev, Herzen, Ogariov, Constantin Aksakov, Gogol, le prince Baratynski, etc. s'y réunissaient. Mikhaïl Boulgakov, dans Le Maître et Marguerite, appelle cet hôtel particulier la Maison Griboïedov. 